# Evarcha arabica
Evarcha arabica är en spindelart som beskrevs av Wesolowska, van Harten 2007. Evarcha arabica ingår i släktet Evarcha och familjen hoppspindlar. Inga underarter finns listade i Catalogue of Life.